# Мали слабински мишић
Мали слабински мишић је несталан, танак, вретенаст мишић унутрашње групе карличних мишића. Налази се на предњој површини великог слабинског мишића.
Мали слабински мишић понекад може да недостаје.

## Анатомија
Мали слабински мишић почиње од бочне површине тела 12. торакалног и 1. лумбалног пршљена као и интервертебралног диска који се налази између њих. Мишић се одатле спушта  надоле, суђава и прелази у дугу равну тетиву која је често дужа од мишићног тела. и заједно са илијачном фасцијом, причвршћује се за гребен стидне кости и илиопубични зглоб, преко задебљане траке фасције познате као илиопектинеални лук.

### Односи
Мали слабински мишић се налази у потпуности на предњој површини великог слабинског мишића  и стога дели много његових предњих односа. Десни мали слабински мишић се налази постериорно од доње шупље вене и пресеца га најудаљенији крај илеума, док је леви мали слабински мишић пресечен дебелимм цревом.
Дуж своје антеромедијалне границе, мишић је повезан са симпатичким трупом и аортним лимфним чворовима.

### Инервација
Псоас минор мишић инервише предњи рамус кичменог нерва Л1.

### Снабдевање крвљу
Васкуларно снабдевање малог слабинског мишића долази углавном из лумбалних артерија. Међутим, он такође прима неке мање доприносе и из мреже за снабдевања крвљу великог слабински мишић. Ово може укључивати гране илиолумбалне, запорне, спољашње илијачне и бутне артерије.

## Функција
Мали слабински мишић је веома слаб мишић и његово одсуство не доводи до смањене функционалности тела, тако да његова тачна функција није сасвим јасна. Међутим, сматра се да помаже при савијању трупа, омогућавајући појединцу да се савије напред у лумбалној кичми.

## Галерија
- Right hip bone, internal surface
- Right femur, posterior surface
- Psoas minor muscle
- Psoas minor muscle
- Psoas minor muscle